# Chémosis

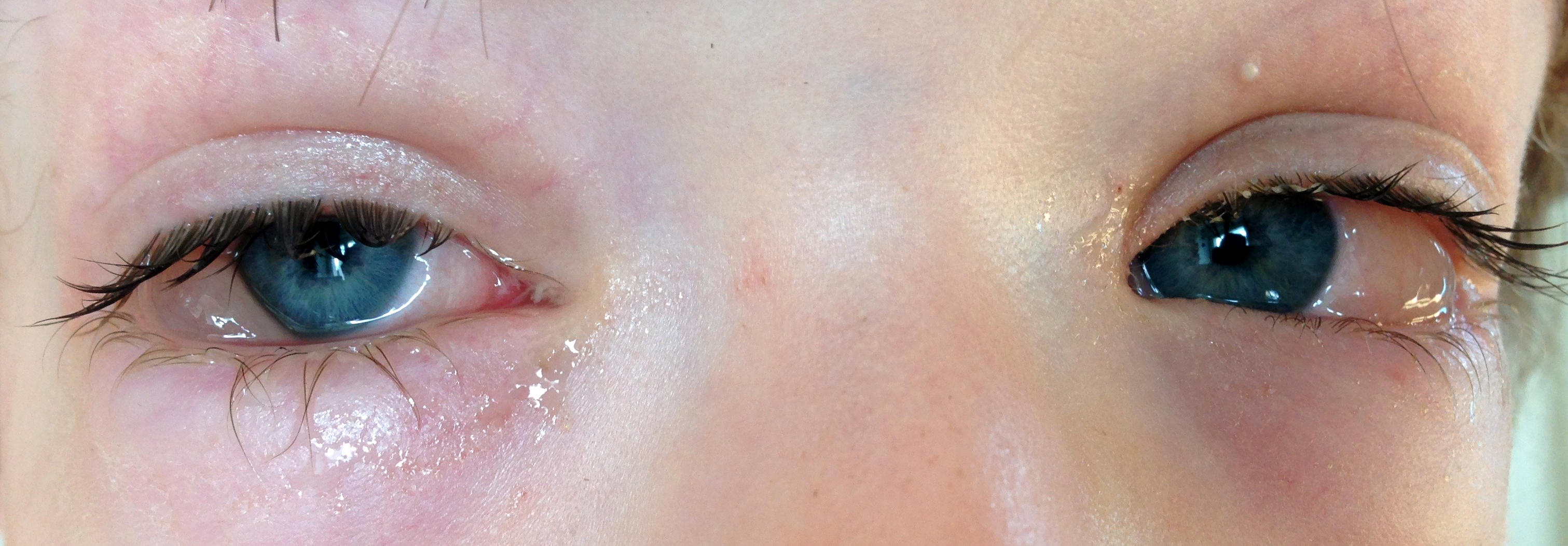
Chémosis chez un enfant

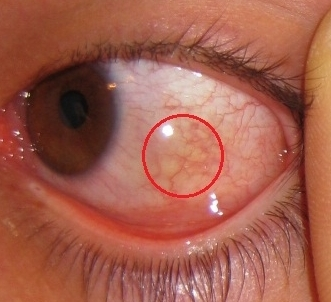
Un œil avec un chémosis (dans le cercle rouge).

Le chémosis est un œdème conjonctival.

## Causes
Les chémosis sont habituellement causés par des allergies ou des infections virales (ex : grippe, rhume, COVID-19 ) , impliquant parfois un frottement des yeux excessif.
D'autres causes sont possibles :
- obstruction de la veine cave supérieure, accompagnée d'un œdème facial ;
- hyperthyroïdie, en association avec une exophtalmie
- une hémorragie sous-conjonctivale peut aussi s'accompagner d'un chémosis

## Traitements
Les traitements dépendent de la cause du chémosis.